# Advances in Mathematics
Advances in Mathematics — математический журнал, ориентированный обзорные статьи, доступные широкому кругу математиков. Ежегодно выпускается 3 тома по 6 номеров в каждом.
Учреждён в 1961 году по инициативе Джан-Карло Роты; в предисловии к первому выпуску Герберт Буземан особо указал, что появление журнала стало ответом на давно назревший спрос на обзорные статьи, и в этом направлении «мало что делалось за пределами СССР».
С 1965 года издавался Academic Press, в 2000 году после поглощения активов Harcourt издаётся Elsevier.
Главные редактора по состоянию на 2022 год — Майкл Хопкинс (Гарвардский университет, США), Томаш Мровка (Массачусетский технологический институт, США) и Тянь Ган (Пекинский университет, Китай).
Реферируется и индексируется в CompuMath Citation Index, Current Contents, Science Citation Index, Mathematical Reviews, Scopus, Zentralblatt MATH. Импакт-фактор (2020) — 1,688.